# 'Walk, -- You, Walk!'
'Walk, -- You, Walk!' è un cortometraggio muto del 1912, diretto da P.C. Hartigan (Pat Hartigan).
Interpreti principali erano la ventenne Ruth Roland a fianco di Marin Sais nei ruoli di due sorelle. La partecipazione di Marshall Neilan al film non è confermata.
Il film venne prodotto dalla Kalem e distribuito dalla General Film Company, che lo fece uscire nelle sale il 31 gennaio 1912.

## Produzione
Il film, prodotto dalla Kalem Company, fu girato in California, a Santa Monica.

## Distribuzione
Distribuito dalla General Film Company, il film - un cortometraggio in una bobina - uscì nelle sale cinematografiche statunitensi il 31 gennaio 1912.